# الانتخابات البرلمانية العراقية 2000
أجريت الانتخابات البرلمانية في العراق في 27 مارس 2000. وقد تنافس على الانتخابات 522 مرشحا، منهم 25 امرأة. تم تعيين ثلاثين عضوا من أعضاء البرلمان لتمثيل كردستان العراق.
وفي حين كان هناك عدد من المرشحين، كان جميع المرشحين المستقلين موالين اسميا لحزب البعث، وكان بقية المرشحين أعضاء في الحزب.
وحصل حزب البعث على 165 مقعدا من أصل 250 مقعدا. ومن بين المقاعد الـ 85 المتبقية، كان هناك 55 من المستقلين، و30 منهم عينتهم الحكومة لتمثيل المناطق الكردية الشمالية في السليمانية وأربيل ودهوك، التي لم تجر فيها انتخابات، والتي لم تكن خاضعة لسيطرة الحكومة العراقية في أعقاب حرب الخليج.

## النتائج
| الحزب                      | الحزب                         | الأصوات   | % | المقاعد | +/– |
| -------------------------- | ----------------------------- | --------- | - | ------- | --- |
|                            | حزب البعث                     |           |   | 165     | +4  |
|                            | المستقلون                     |           |   | 55      |     |
|                            | المعينون في المحافظات الكردية |           |   | 30      |     |
| الأصوات الباطلة/الفارغة    | الأصوات الباطلة/الفارغة       |           | – | –       | –   |
| المجموع الكلي              | المجموع الكلي                 | 9,200,000 |   | 250     | 0   |
| المصدر: Nohlen et al., IPU |                               |           |   |         |     |